# Cryphia illosis
Cryphia illosis är en fjärilsart som beskrevs av George Francis Hampson 1906. Cryphia illosis ingår i släktet Cryphia och familjen nattflyn. Inga underarter finns listade i Catalogue of Life.